# 불가사리 5
《불가사리 5》(영어: Tremors 5: Bloodlines)는 미국과 남아프리카 공화국에서 제작된 돈 마이클 폴 감독의 2015년 공포 괴수 비디오 영화이다. 《불가사리 4》(2004) 이후 11년만에 나온 불가사리 프랜차이즈 영화이다. 마이클 그로스 등이 출연하였고, 오그던 거밴스키 등이 제작에 참여하였다.
2018년 《불가사리 6》이 나왔다.

## 출연진
- 마이클 그로스 - 버트 거머 역
- 제이미 케네디 - 트래비스 B. 웰커 역
- 대니얼 쟁크스 - 에릭 펀베이크 역
- 브랜던 오렛
- 이언 로버츠
- 내털리 베커
- 어니스트 은들로부

## 기타 제작진
- 라인 제작: 앨런 시어러